# Coppa Korać 1996-1997
La Coppa Korać 1996-1997 di pallacanestro maschile venne vinta dall'Aris Salonicco.

## Risultati

### Turno preliminare
| Team #1                        | Agg.      | Team #2                    | Andata | Ritorno |
| ------------------------------ | --------- | -------------------------- | ------ | ------- |
| Möllersdorf Traiskirchen Lions | 158 - 210 | Branik Maribor             | 76-94  | 82-116  |
| Trane Castors Braine           | 201 - 171 | New Wave Basket            | 98-80  | 103-91  |
| UBC Stahlbau Oberwart          | 118 - 183 | Beobanka                   | 69-94  | 49-89   |
| AB Contern                     | 123 - 210 | Go Pass Verviers-Pepinster | 63-114 | 60-96   |
| OKK Šabac                      | 210 - 112 | Partizani Tirana           | 135-61 | 75-51   |
| Cherno More Port Varna         | 184 - 143 | Omonia Nicosia             | 85-58  | 99-85   |
| Nova Hut Ostrava               | 142 - 168 | Krško                      | 64-81  | 78-87   |
| Albacomp Fehervar              | 161 - 142 | Idrija                     | 89-70  | 72-72   |
| Okapi Aalstar                  | 145 - 162 | Baník Cigel Prievidza      | 81–84  | 64–78   |
| Spartak Subotica               | 133 - 122 | Chemosvit                  | 74-65  | 59-57   |
| Crvena Zvezda                  | 180 - 152 | Kompakt                    | 93-86  | 87-66   |
| US Hiefenech                   | 132 - 181 | Ovarense                   | 78-88  | 54-93   |
| Rogaška                        | 136- 128  | Keravnos                   | 72-73  | 64-55   |
| Houthalen                      | 174 - 162 | Novy Jičin                 | 110-85 | 64-77   |
| Queluz                         | 149 - 146 | Den Helder                 | 78-73  | 71-73   |
| Tikveš                         | 151 - 181 | USK Erpet Praha            | 78-77  | 73-104  |
| VEF Metropole Riga             | 157 - 167 | Dendi                      | 82-75  | 75-92   |
| AZS Elana Torun                | 167 - 178 | Pezinok                    | 82-81  | 85-97   |
| Gostivar                       | 130 - 113 | Debreceni                  | 74-43  | 56-70   |
| BC Šiauliai                    | 128 - 136 | Namika Lahti               | 70-61  | 58-75   |
| Mazowszanka                    | 183 - 175 | Honvéd                     | 88-74  | 95-101  |
| Steaua Bucharest               | 139 - 168 | BIPA Moda Odessa           | 58-80  | 81-88   |
| Spartak Lugansk                | 160 - 202 | Kalev                      | 86-86  | 74-116  |
| Plannja                        | 177 - 105 | Estrelas da Avenida        | 89-44  | 88-61   |
| ZTE                            | 169 - 144 | Žito Vardar                | 98-75  | 71-69   |
| Sparta Praha                   | 140 - 134 | Polonia Przemysl           | 72-64  | 68-70   |
| Steiermärkische Kapfenberg     | 150 - 159 | S.S. Szczeciński           | 89-85  | 61-74   |
| Ferro ZNTU                     | 158 - 173 | Astra Sodertalje           | 71-72  | 87-101  |
| Dinamo Tbilisi                 | 133 - 159 | Olimpas Plungė             | 73-80  | 60-79   |
| Versoix Basket                 | 161 - 167 | Aveiro Esgueira            | 76-90  | 85-77   |

### Fase a gironi

#### Gruppo A
|    | Squadra         | G | V | P | PF  | PS  | Dif | P.ti |
| -- | --------------- | - | - | - | --- | --- | --- | ---- |
| 1. | Stefanel Milano | 6 | 6 | 0 | 467 | 416 | +51 | 12   |
| 2. | Branik Maribor  | 6 | 2 | 4 | 470 | 484 | -14 | 8    |
| 3. | USK Erpet Praha | 6 | 2 | 4 | 478 | 493 | -15 | 8    |
| 4. | Osječki sokol   | 6 | 2 | 4 | 468 | 490 | -22 | 8    |

#### Gruppo B
|    | Squadra        | G | V | P | PF  | PS  | Dif | P.ti |
| -- | -------------- | - | - | - | --- | --- | --- | ---- |
| 1. | Unicaja Málaga | 6 | 5 | 1 | 501 | 408 | +93 | 11   |
| 2. | Beşiktaş       | 6 | 3 | 3 | 427 | 442 | -15 | 9    |
| 3. | Hapoel Holon   | 6 | 2 | 4 | 489 | 491 | -2  | 8    |
| 4. | Queluz         | 6 | 2 | 4 | 429 | 505 | -76 | 8    |

#### Gruppo C
|    | Squadra     | G | V | P | PF  | PS  | Dif  | P.ti |
| -- | ----------- | - | - | - | --- | --- | ---- | ---- |
| 1. | Beobanka    | 6 | 6 | 0 | 489 | 382 | +107 | 12   |
| 2. | Samara      | 6 | 2 | 4 | 463 | 508 | -45  | 8    |
| 3. | Montpellier | 6 | 2 | 4 | 448 | 482 | -34  | 8    |
| 4. | Pezinok     | 6 | 2 | 4 | 447 | 475 | -28  | 8    |

#### Gruppo D
|    | Squadra              | G | V | P | PF  | PS  | Dif | P.ti |
| -- | -------------------- | - | - | - | --- | --- | --- | ---- |
| 1. | Rolly Pistoia        | 6 | 4 | 2 | 462 | 442 | +20 | 10   |
| 2. | Trane Castors Braine | 6 | 3 | 3 | 494 | 489 | +5  | 9    |
| 3. | Dendi                | 6 | 3 | 3 | 469 | 501 | -32 | 9    |
| 4. | TTL UniVersa Bamberg | 6 | 2 | 4 | 434 | 427 | +7  | 8    |

#### Gruppo E
|    | Squadra                    | G | V | P | PF  | PS  | Dif  | P.ti |
| -- | -------------------------- | - | - | - | --- | --- | ---- | ---- |
| 1. | Taugrés                    | 6 | 6 | 0 | 557 | 413 | +144 | 12   |
| 2. | Telecomp Vinkovci          | 6 | 2 | 4 | 438 | 478 | -40  | 8    |
| 3. | Go Pass Verviers-Pepinster | 6 | 2 | 4 | 441 | 480 | -39  | 8    |
| 4. | Gostivar                   | 6 | 2 | 4 | 431 | 496 | -65  | 8    |

#### Gruppo F
|    | Squadra          | G | V | P | PF  | PS  | Dif | P.ti |
| -- | ---------------- | - | - | - | --- | --- | --- | ---- |
| 1. | Meysuspor        | 6 | 5 | 1 | 427 | 418 | +9  | 11   |
| 2. | Nancy            | 6 | 3 | 3 | 471 | 436 | +35 | 9    |
| 3. | Krško            | 6 | 2 | 4 | 417 | 435 | -18 | 8    |
| 4. | Bipa-Moda Odessa | 6 | 2 | 4 | 443 | 469 | -26 | 8    |

#### Gruppo G
|    | Squadra         | G | V | P | PF  | PS  | Dif  | P.ti |
| -- | --------------- | - | - | - | --- | --- | ---- | ---- |
| 1. | Nikas Peristeri | 6 | 6 | 0 | 533 | 388 | +145 | 12   |
| 2. | OKK Šabac       | 6 | 3 | 3 | 499 | 492 | +7   | 9    |
| 3. | Gießen 46ers    | 6 | 3 | 3 | 441 | 446 | -5   | 9    |
| 4. | Namika Lahti    | 6 | 0 | 6 | 393 | 540 | -147 | 6    |

#### Gruppo H
|    | Squadra                | G | V | P | PF  | PS  | Dif | P.ti |
| -- | ---------------------- | - | - | - | --- | --- | --- | ---- |
| 1. | Mazowzanka             | 6 | 4 | 2 | 533 | 528 | +5  | 10   |
| 2. | Cagiva Varese          | 6 | 3 | 3 | 505 | 489 | +16 | 9    |
| 3. | Bnei Herzliya          | 6 | 3 | 3 | 496 | 500 | -4  | 9    |
| 4. | Cherno More Port Varna | 6 | 2 | 4 | 516 | 533 | -17 | 8    |

#### Gruppo I
|    | Squadra          | G | V | P | PF  | PS  | Dif  | P.ti |
| -- | ---------------- | - | - | - | --- | --- | ---- | ---- |
| 1. | Telemarket Roma  | 6 | 5 | 1 | 476 | 426 | +50  | 11   |
| 2. | Tofaş Bursa      | 6 | 4 | 2 | 410 | 424 | +86  | 10   |
| 3. | Spartak Subotica | 6 | 3 | 3 | 466 | 504 | -38  | 9    |
| 4. | ZTE              | 6 | 0 | 6 | 399 | 507 | -108 | 6    |

#### Gruppo J
|    | Squadra                 | G | V | P | PF  | PS  | Dif | P.ti |
| -- | ----------------------- | - | - | - | --- | --- | --- | ---- |
| 1. | Kalev                   | 6 | 5 | 1 | 529 | 498 | +31 | 11   |
| 2. | Turismo Andaluz Granada | 6 | 4 | 2 | 507 | 487 | +20 | 10   |
| 3. | Steiner Bayreuth        | 6 | 3 | 3 | 482 | 472 | +10 | 9    |
| 4. | Albacomp Fehervar       | 6 | 0 | 6 | 447 | 508 | -61 | 6    |

#### Gruppo K
|    | Squadra               | G | V | P | PF  | PS  | Dif  | P.ti |
| -- | --------------------- | - | - | - | --- | --- | ---- | ---- |
| 1. | Sporting              | 6 | 6 | 0 | 495 | 394 | +101 | 12   |
| 2. | CSK VVS Samara        | 6 | 3 | 3 | 503 | 512 | -9   | 9    |
| 3. | Plannja               | 6 | 2 | 4 | 449 | 485 | -36  | 8    |
| 4. | Banik Cigel Prievidza | 6 | 1 | 5 | 462 | 518 | -56  | 7    |

#### Gruppo L
|    | Squadra                        | G | V | P | PF  | PS  | Dif  | P.ti |
| -- | ------------------------------ | - | - | - | --- | --- | ---- | ---- |
| 1. | Benston Zagreb                 | 6 | 6 | 0 | 468 | 383 | +85  | 12   |
| 2. | Maccabi Rishon LeZion          | 6 | 4 | 2 | 501 | 461 | +40  | 10   |
| 3. | Levallois Sporting Club Basket | 6 | 2 | 4 | 449 | 449 | 0    | 8    |
| 4. | Sparta Praha                   | 6 | 0 | 6 | 357 | 482 | -126 | 6    |

#### Gruppo M
|    | Squadra          | G | V | P | PF  | PS  | Dif  | P.ti |
| -- | ---------------- | - | - | - | --- | --- | ---- | ---- |
| 1. | PAOK             | 6 | 6 | 0 | 587 | 424 | +163 | 12   |
| 2. | Ovarense         | 6 | 3 | 3 | 489 | 489 | 0    | 9    |
| 3. | Galatasaray      | 6 | 3 | 3 | 422 | 486 | -38  | 9    |
| 4. | Astra Södertälje | 6 | 0 | 6 | 451 | 550 | -108 | 6    |

#### Gruppo N
|    | Squadra                 | G | V | P | PF  | PS  | Dif | P.ti |
| -- | ----------------------- | - | - | - | --- | --- | --- | ---- |
| 1. | Cáceres                 | 6 | 6 | 0 | 554 | 471 | +83 | 12   |
| 2. | Crvena zvezda           | 6 | 4 | 2 | 520 | 468 | +52 | 10   |
| 3. | S.S. Szczeciński        | 6 | 1 | 5 | 447 | 511 | -64 | 7    |
| 4. | Spartak San Pietroburgo | 6 | 1 | 5 | 482 | 553 | -79 | 7    |

#### Gruppo O
|    | Squadra          | G | V | P | PF  | PS  | Dif  | P.ti |
| -- | ---------------- | - | - | - | --- | --- | ---- | ---- |
| 1. | Benetton Treviso | 6 | 5 | 1 | 624 | 495 | +129 | 11   |
| 2. | Zrinjevac        | 6 | 5 | 1 | 553 | 491 | +62  | 11   |
| 3. | Olimpas Plungė   | 6 | 2 | 4 | 496 | 538 | -42  | 8    |
| 4. | Rogaška          | 6 | 0 | 6 | 464 | 613 | -149 | 6    |

#### Gruppo P
|    | Squadra         | G | V | P | PF  | PS  | Dif | P.ti |
| -- | --------------- | - | - | - | --- | --- | --- | ---- |
| 1. | Oberelchingen   | 6 | 5 | 1 | 520 | 458 | +62 | 11   |
| 2. | Dijon           | 6 | 4 | 2 | 475 | 439 | +36 | 10   |
| 3. | Houthalen       | 6 | 2 | 4 | 510 | 535 | -25 | 8    |
| 4. | Aveiro Esgueira | 6 | 1 | 5 | 457 | 530 | -73 | 7    |

### Sedicesimi di finale
| Team #1                 | Agg.      | Team #2          | Andata | Ritorno |
| ----------------------- | --------- | ---------------- | ------ | ------- |
| Branik Maribor          | 125 - 149 | Unicaja Málaga   | 65-90  | 60-59   |
| Beşiktaş                | 128 - 142 | Aris Salonicco   | 64-65  | 64-77   |
| Samara                  | 124 - 179 | Rolly Pistoia    | 48-74  | 76-105  |
| Trane Castors Braine    | 138 - 167 | Beobanka         | 77-69  | 61-98   |
| Telecomp Vinkovci       | 133 - 134 | Meysuspor        | 70-72  | 63-62   |
| Nancy                   | 164 - 180 | Taugrés          | 84-78  | 80-102  |
| OKK Šabac               | 165 - 176 | Mazowzanka       | 81-77  | 84-99   |
| Cagiva Varese           | 159 - 164 | Nikas Peristeri  | 78-72  | 81-92   |
| Tofaş Bursa             | 131 - 126 | Kalev            | 69-63  | 62-63   |
| Turismo Andaluz Granada | 153 - 164 | Telemarket Roma  | 88-70  | 65-94   |
| CSK VVS Samara          | 145 - 179 | Benston Zagreb   | 74-86  | 71-93   |
| Maccabi Rishon LeZion   | 138 - 140 | Sporting         | 62-61  | 76-79   |
| Ovarense                | 160 - 175 | Cáceres          | 79-73  | 81-102  |
| Crvena zvezda           | 186 - 202 | PAOK             | 99-102 | 87-100  |
| Zrinjevac               | 180 - 167 | Oberelchingen    | 100-89 | 80-78   |
| Dijon                   | 149 - 176 | Benetton Treviso | 62-87  | 87-89   |

### Ottavi di finale
| Team #1         | Agg.      | Team #2          | Andata | Ritorno |
| --------------- | --------- | ---------------- | ------ | ------- |
| Unicaja Málaga  | 141 - 117 | Rolly Pistoia    | 63-61  | 78-56   |
| Aris Salonicco  | 141 - 138 | Beobanka         | 80-68  | 61-70   |
| Meysuspor       | 141 - 177 | Mazowzanka       | 72-80  | 69-97   |
| Taugrés         | 134 - 136 | Nikas Peristeri  | 83-70  | 51-66   |
| Tofaş Bursa     | 115 - 113 | Benston Zagreb   | 64-57  | 51-56   |
| Telemarket Roma | 154 - 147 | Sporting         | 78-66  | 76-81   |
| Cáceres         | 169 - 152 | Zrinjevac        | 81-74  | 88-78   |
| PAOK            | 145 - 162 | Benetton Treviso | 85-78  | 60-84   |

### Quarti di finale
| Team #1         | Agg.      | Team #2          | Andata | Ritorno |
| --------------- | --------- | ---------------- | ------ | ------- |
| Unicaja Málaga  | 131 - 144 | Mazowzanka       | 74-60  | 57-84   |
| Aris Salonicco  | 139 - 136 | Nikas Peristeri  | 75-65  | 64-71   |
| Tofaş Bursa     | 145 - 134 | Cáceres          | 64-59  | 81-75   |
| Telemarket Roma | 135 - 154 | Benetton Treviso | 73-63  | 62-91   |

### Semifinali
| Team #1        | Agg.      | Team #2          | Andata | Ritorno |
| -------------- | --------- | ---------------- | ------ | ------- |
| Mazowzanka     | 150 - 167 | Tofaş Bursa      | 74-77  | 76-90   |
| Aris Salonicco | 163 - 160 | Benetton Treviso | 77-73  | 86-87   |

### Finale
| Team #1        | Agg.      | Team #2     | Andata | Ritorno |
| -------------- | --------- | ----------- | ------ | ------- |
| Aris Salonicco | 154 - 147 | Tofaş Bursa | 66-77  | 88-70   |

| Coppa Korać 1996-1997    |
| ------------------------ |
| Aris Salonicco 1º titolo |

## Formazione vincitrice
| N° | Naz.                   | Ruolo | Sportivo              |  | Alt. |  |
| -- | ---------------------- | ----- | --------------------- |  | ---- |  |
| 4  | Porto Rico (bandiera)  | A     | Piculín Ortiz         |  |      |  |
| 5  | Grecia (bandiera)      | P     | Panagiōtīs Liadelīs   |  |      |  |
| 6  | Grecia (bandiera)      | A     | Tzanis Stavrakopoulos |  |      |  |
| 8  | Grecia (bandiera)      | C     | Michail Misunov       |  |      |  |
| 9  | Grecia (bandiera)      | P     | Giannīs Sioutīs       |  |      |  |
| 10 | Grecia (bandiera)      | P     | Georgios Floros       |  |      |  |
| 11 | Paesi Bassi (bandiera) | C     | Mike Nahar            |  |      |  |
| 12 | Grecia (bandiera)      | C     | Ntinos Aggelidīs      |  |      |  |
| 13 | Grecia (bandiera)      | A     | Aris Cholopoulos      |  |      |  |
| 14 | Stati Uniti (bandiera) | AC    | Charles Shackleford   |  |      |  |
| 15 | Italia (bandiera)      | GA    | Mario Boni            |  |      |  |
|    | Stati Uniti (bandiera) | C     | Alan Tomidy           |  |      |  |
|    | Grecia (bandiera)      | P     | Srđan Jovanović       |  |      |  |
|    | Grecia (bandiera)      | G     | Alexis Papadatos      |  |      |  |
|    | Grecia (bandiera)      | AG    | Georgios Papoulidis   |  |      |  |
|    | Grecia (bandiera)      | All.  | Slobodan Subotić      |  |      |  |